# Rihnó
Rihnó (szlovákul: Richnava, németül: Richenau) község Szlovákiában, a Kassai kerület Gölnicbányai járásában.

## Fekvése
Korompától 4 km-re keletre, a Hernád partján fekszik.

## Története
A község első írásos említése 1246-ból származik, amikor „Rihno” alakban említik. Hain Gáspár Lőcsei krónikája szerint templomát 1261-ben építették. 1285-ben „Rihnow” néven találjuk. A község északnyugati részén 13. századi vár csekély romjai láthatók. A várat a Perényiek rihnói-krompachi ága építtette. A település első ismert birtokosa 1300-ban Rihnói János fia Jenő volt, aki 1304-ben fiú utód nélkül halt meg. Birtokát a Zsigraiak szerezték meg. A rozgonyi csata után a falu a Perényieké lett, akik a 15. század közepéig voltak birtokosai. 1314-ben említik Szent Katalin tiszteletére szentelt templomát. 1316-ban „Rechnow”, 1391-ben „Rychno” alakban említik a korabeli források.
A várat 1405-től említik. 1444-ben Giskra cseh zsoldosai foglalták el, 1462-ben Hunyadi Mátyás foglalta vissza. Még ezelőtt, 1460-ban a király 12000 forintért eladta Szapolyai Imrének és Rozgonyi Sebestyénnek. Ekkor hozzátartoznak Szepesből Richnó, Olcznó, Kalyó, Risócz, Folkmár, Krompach, Kluknó, Székelyfalva, a két Szlovinka és Margitfalva része, Sárosból Szedlicze, Miklósvágása és Jakabfalva. 1478-ban Szapolyai Imre volt a birtokosa, majd a Thurzóké lett. 1528-ban pusztult el, amikor a lőcseiek lerombolták. 1543-ban, Thurzó Sándor halála után az uradalom Báthory Andrásé lett. A 16. század közepén a falunak csak 6 adózó portája volt, a többi elpusztult. Lakói bányászattal, mezőgazdasággal, szénégetéssel, favágással, kohászattal foglalkoztak. A várat 1605-ben említik utoljára, ezt követően sorsára hagyták. Birtokosai Kluknón új reneszánsz kastélyt építettek. Uradalma 1693-ban a Csákyaké lett. 1787-ben a falu 61 házát 436-an lakták.
A 18. század végén Vályi András így ír róla: „RICHNO. Richnava. Rikanau. Tót falu Szepes Várm., földes Ura Gr. Csáky Uraság, lakosai katolikusok, és másfélék is, fekszik Kluchnónak szomszédságában, mellynek filiája, határja sovány, réttyei jók, legelője elég, fája van, mind a’ kétféle, piatza közel, és ott keresetre is van módgyok.”
1828-ban 56 házában 407 lakos élt. Az 1831-es koleralázadás egyik központja volt. Lakói ekkor főként mezőgazdasággal foglalkoztak, később Korompa ipari üzemeiben dolgoztak.
Fényes Elek 1851-ben kiadott geográfiai szótárában így ír a faluról: „Richnó, tót falu, Szepes vmegyében, a Hernád mellett, Kluknóhoz közel: 528 kath. lak. Híd a Hernádon. Vendégfogadó. F. u. gr. Csáky. Ut. p. Lőcse.”
A trianoni diktátumig Szepes vármegye Gölnicbányai járásához tartozott.
1945. január 20-án a németek felégették a községet.

## Népessége
| Év:            | 1994. | 2004.    | 2014.    | 2024.    |
| -------------- | ----- | -------- | -------- | -------- |
| Emberek száma: | 1497  | 2055     | 2744     | 3528     |
| Eltérés:       |       | +37,27 % | +33,52 % | +28,57 % |

| Év:            | 2023. | 2024.   |
| -------------- | ----- | ------- |
| Emberek száma: | 3434  | 3528    |
| Eltérés:       |       | +2,73 % |

1910-ben 688, túlnyomórészt szlovák lakosa volt.
2001-ben 1850 lakosából 1332 szlovák és 486 cigány volt.
2011-ben 2494 lakosából 1559 cigány és 797 szlovák.
2021-ben 3171 lakosából 1579 szlovák, 1550 (+748) cigány, 3 egyéb és 39 ismeretlen nemzetiségű volt.

## Nevezetességei
- Középkori várának romjai.
- Késő gótikus temploma a 19. század végén épült.